# Sinodorcadion
Sinodorcadion – rodzaj chrząszczy z rodziny kózkowatych i podrodziny zgrzypikowych.

## Zasięg występowania
Przedstawiciele tego rodzaju występują w południowych Chinach oraz Azji Południowo-Wschodniej.

## Systematyka
Do Sinodorcadion należy 5 gatunków:
- Sinodorcadion jiangi
- Sinodorcadion magnispinicolle
- Sinodorcadion punctulatum
- Sinodorcadion punctuscapum
- Sinodorcadion subspinicolle